# Condong (Gading)
Condong is een bestuurslaag in het regentschap Probolinggo van de provincie Oost-Java, Indonesië. Condong telt 4626 inwoners (volkstelling 2010).